# Elías Espeleota
Elías Espeleota (Reggio Calabria, entre 860 y 865 - Melicuccà, 11 de septiembre de 960) es venerado como santo por la Iglesia católica y la Iglesia ortodoxa.

## Hagiografía
Elías llamado Espeleota (del griego: "habitante de las cuevas") para distinguirlo de los santos Elías el Profeta y Elías el Joven, nació en Reggio Calabria de Pietro y Leontò, ricos nobles de la ciudad.
A los dieciocho años, Elías rechazó la propuesta de su madre de casarse con una joven noble y formar una familia; huyó de su casa yendo a la penitencia en Taormina y luego en peregrinación a Roma donde, en la abadía de Grottaferrata, tomó el hábito monástico de Basilio Magno.
De regreso en Reggio, al poco tiempo se dirigió al este con el monje Arsenio con quien llegaron a Patras. Durante su ausencia los sarracenos desembarcaron en Calabria haciendo masacres y capturando a muchos habitantes como esclavos. A su regreso, Elías decidió retirarse para una vida de penitencia en la cueva de Melicuccà, junto a los monjes Cosma y Vitale.
Pronto, desde los países vecinos, comenzó un flujo de peregrinos, atraídos por su reputación de santidad, que querían recibir consuelo y aliento.
Elías murió en 960 a la edad de 97 años.

## Veneración
La conmemoración litúrgica se produce el 11 de septiembre, día de la muerte de Elías que fue enterrado en la cueva donde, según la tradición devocional, él mismo había cavado una tumba con sus propias manos; su cuerpo permaneció enterrado en la cueva hasta el 2 de agosto de 1747, cuando un joven de Melicuccà, Antonio Germanò, descubrió los huesos y con la sola vista de las reliquias se habría curado milagrosamente de una grave enfermedad. El episodio está atestiguado por escritura pública del notario local Carmelo Fantoni de 12 de agosto del mismo año.